# Герб Хорватії
Герб Хорватії (хорв. Grb Republike Hrvatske) — щит, на якому у формі шахівниці розташовано 25 червоних і білих квадратів, облямованих червоною лінією. Зверху щит прикрашає стилізована корона, що складається з п'яти ланок у вигляді (зліва направо) старого історичного герба Хорватії, гербів Рагузької республіки, Далмації, Істрії і Славонії. Герб відомий з часів незалежного Хорватського королівства (XI століття).
Згідно зі старовинною легендою, квадрати шахового поля в гербі Хорватії з'явилися тоді, коли слов'янський правитель Светослав Суринія (X століття) зіграв з венеційським дожем П'єтро II партію в шахи. Той, хто виграв би, отримував право на володіння містами Далмації. За результатами партії це право дісталося Светославові, що й дало привід змалювати шахи на його гербі.

## Герби у короні
Найстаріший відомий хорватський герб міститься на щиті, на блакитному тлі якого зображена золота шестипроменева зірка зі срібним молодим місяцем (подібна до шляхетського герба «Леліва»).
Герб Республіки Рагуза, має вигляд двох червоних поясів на блакитному полі.
Герб Далмації містить три золоті короновані голови левів на блакитному полі.
Герб Істрії містить золоту козу з червоними копитами і рогами на блакитному полі.
Герб Славонії містить дві горизонтальні білі хвилі на блакитному полі (які в деяких книгах згадуються як дві річки, які знаходяться в Славонії: Драва і Сава), між хвилями червоне поле, в якому знаходиться куниця. У верхньому блакитному полі золота шестикутна зірка.

Герби у короні
Історичний герб Хорватії
Герб Рагузької республіки
Герб Далмації
Герб Істрії
Герб Славонії

## Історія герба Хорватії

Історичні герби Хорватії
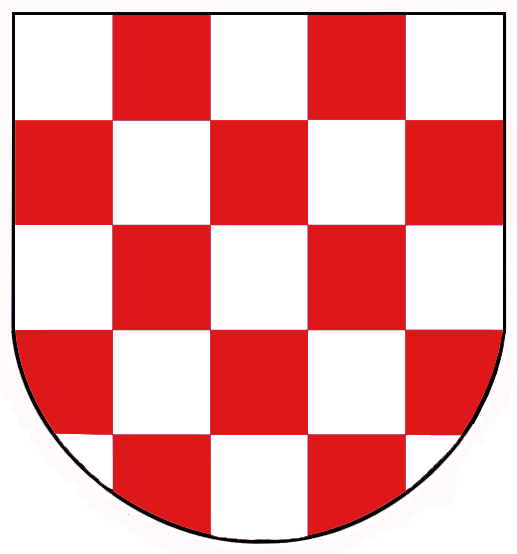
Хорватське королівство (?-1527)
Хорватське королівство (Габсбурги) (1527–1868)
Королівство Хорватія і Славонія (1868–1918)
Угорське королівство (великий герб) (1910–1918)
Королівство Югославія (1918–1941)
Бановина Хорватія (малий герб) (1939–1941)
Бановина Хорватія (великий герб) (1939–1941)
Незалежна Держава Хорватія (1941-1945)
Федеральна республіка Хорватія (1943–1945)
Соціалістична республіка Хорватія (1945–1990)